# Камаганська сільська рада (Куртамиський район)
Камага́нська сільська рада (рос. Камаганский сельский совет) — сільське поселення у складі Куртамиського району Курганської області Росії.
Адміністративний центр — село Камаган.
30 травня 2018 року до складу сільського поселення була включена територія (146,76 км²) ліквідованої Великоберезовської сільської ради (село Березово, присілки Нова Калиновка, Птиче).
Населення сільського поселення становить 1473 особи (2017; 1809 у 2010, 2257 у 2002).

## Склад
До складу сільського поселення входять:
| Населений пункт          | Населення, осіб (2002) | Населення, осіб (2010) |
| ------------------------ | ---------------------- | ---------------------- |
| Березово, село           | 408                    | 289                    |
| Донки, присілок          | 12                     | 8                      |
| Камаган, село            | 909                    | 831                    |
| Нова Калиновка, присілок | 228                    | 170                    |
| Острова, присілок        | 212                    | 178                    |
| Птиче, присілок          | 153                    | 88                     |
| Путіловка, присілок      | 103                    | 46                     |
| Часниковка, присілок     | 232                    | 199                    |